# Steusloffina
Steusloffina is een geslacht van uitgestorven kreeftachtigen uit de klasse van de Ostracoda (mosselkreeftjes).

## Soorten
- Steusloffina aculeata Bazarova, 1984 †
- Steusloffina anteroumbonata Schallreuter, 1990 †
- Steusloffina aputa Stumbur, 1956 †
- Steusloffina borealis Copeland, 1974 †
- Steusloffina cuneata (Steusloff, 1894) Teichert, 1937 †
- Steusloffina dilatata Meidla, 1983 †
- Steusloffina diversa Stumbur, 1956 †
- Steusloffina eris Neckaja, 1966 †
- Steusloffina kulinnaensis Strukulenko, 1972 †
- Steusloffina lintra Schallreuter, 1972 †
- Steusloffina plattsburgensis (Swain, 1962) Sidaravichiene, 1992 †
- Steusloffina radiculosa Neckaja, 1966 †
- Steusloffina scapha Melnikova, 1986 †
- Steusloffina symmetrica Copeland, 1989 †
- Steusloffina ulrichi Teichert, 1937 †